# Atimia
Atimia era uma forma de cassação utilizada na democracia ateniense clássica.
Segundo Fustel de Coulanges, a atimia era uma punição para as faltas cometidas contra a cidade, equivalente a um exílio na própria terra. O homem era declarado atimos (literalmente, sem honra, desonrado ou sem valor) e ficava impedido de integrar os tribunais ou falar nas assembleias. Também era afastado da religião, pois a sentença o proibia de entrar nos santuários da cidade e oferecer sacrifícios aos deuses. Nos tribunais, não podia ser aceito sequer como testemunha, muito menos apresentar queixa. 
A pena poderia ser aplicada contra quem tentasse impor a tirania. Também podia servir como punição por suborno, ofensas militares, falso testemunho ou falsa acusação.